# Namtu Airport
Namtu Airport är en flygplats i Myanmar.   Den ligger i regionen Shanstaten, i den centrala delen av landet, 400 km norr om huvudstaden Naypyidaw. Namtu Airport ligger 608 meter över havet.
Terrängen runt Namtu Airport är huvudsakligen kuperad. Namtu Airport ligger nere i en dal. Runt Namtu Airport är det ganska glesbefolkat, med 26 invånare per kvadratkilometer. Närmaste större samhälle är Namtu, 2,2 km öster om Namtu Airport. I omgivningarna runt Namtu Airport växer huvudsakligen savannskog.